# 岭秀瑶族乡
岭秀瑶族乡，是中华人民共和国湖南省郴州市汝城县一个已经撤销的乡镇级行政单位。

## 行政区划
岭秀瑶族乡下辖以下地区：
联和村、香岭村、塘茶村、古桥村、宝南村、永利村、东山村、长洞村、大兴村、大源村、蒲竹村和三合村。